# 바워스 & 윌킨스
바워스 & 윌킨스(영어: Bowers & Wilkins, B&W)는 영국의 스피커 및 헤드폰 제조사이다. 이 회사는 1966년 잉글랜드 웨스트서식스주 워딩에서 존 바워스가 설립하였다.